# دين راسك

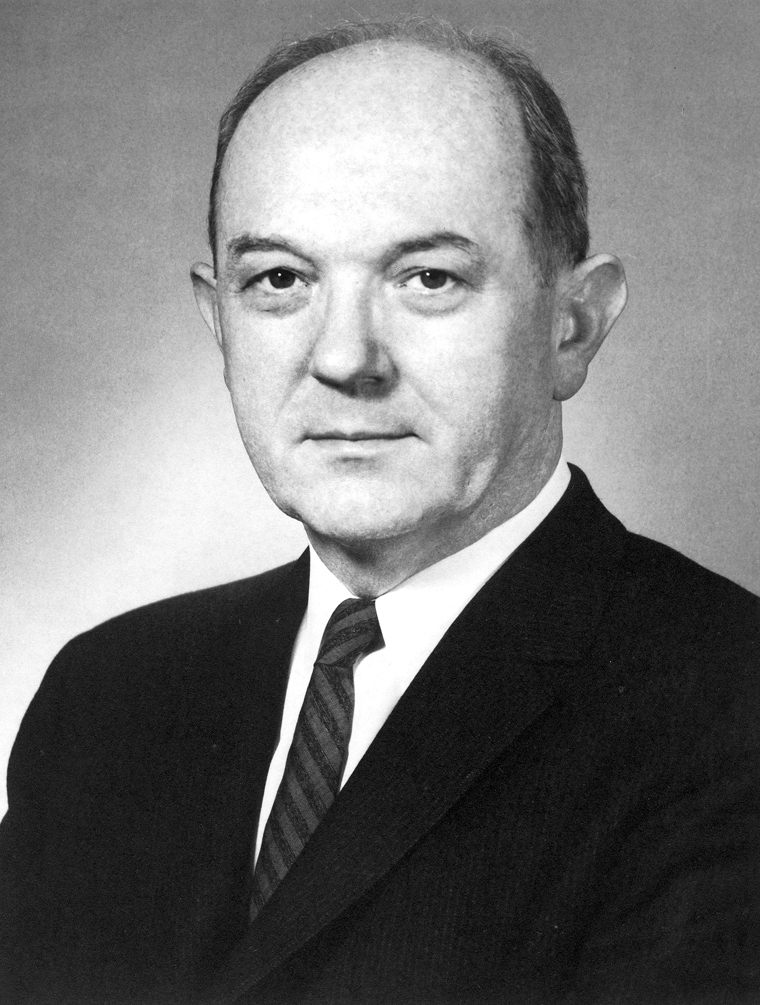
دين راسك (1909 - 1994)

دايفيد دين راسك (بالإنجليزية: David Dean Rusk)‏ (9 فبراير 1909 - 20 ديسمبر 1994)، وزير خارجية الولايات المتحدة من 1961 إلى 1969 تحت قيادة كلاً من الرئيس جون كينيدي وليندون جونسون ويعد ثاني أطول شخص يخدم كوزير خارجية بعد كورديل هل.
ولد راسك في مقاطعة شيروكي في ولاية جورجيا، وتخرج من كلية دافيدسون وبدأ التدريس في كلية ميلز. خدم راسك خلال الحرب العالمية الثانية كضابط في مسرح الصين وبورما والهند. عُين في وزارة خارجية الولايات المتحدة في عام 1945 ليكون مساعد وزير الخارجية لشؤون الشرق الأقصى في عام 1950. أصبح راسك رئيس مؤسسة روكفلر في عام 1952.
طلب كينيدي من راسك أن يكون وزير الخارجية في حكومته بعد فوزه في انتخابات الرئاسة عام 1960. أيد راسك الجهود الدبلوماسية خلال أزمة الصواريخ الكوبية وأعرب عن قلقه بشأن تصعيد الوجود الأمريكي في حرب فيتنام. خدم راسك لمدة إدارة الرئيسين كينيدي وجونسون قبل تقاعده من المناصب العامة في عام 1969. وبعد تركه المنصب، عمل راسك أستاذا في العلاقات الدولية في كلية الحقوق بجامعة جورجيا.

## روابط خارجية
- دين راسك على موقع الموسوعة البريطانية (الإنجليزية)
- دين راسك على موقع مونزينجر (الألمانية)
- دين راسك على موقع إن إن دي بي (الإنجليزية)